# Nguyễn Mạnh Trung
Nguyễn Mạnh Trung là Trung tướng Công an nhân dân Việt Nam, nguyên là Bí thư Đảng ủy, nguyên Cục trưởng Cục Kỹ thuật nghiệp vụ, Bộ Công an Việt Nam.

## Tiểu sử
Năm 2012, Nguyễn Mạnh Trung là Đại tá Công an nhân dân Việt Nam, Phó Cục trưởng Cục Kỹ thuật nghiệp vụ II, Tổng cục An ninh I, Bộ Công an (Việt Nam).
Ngày 1 tháng 6 năm 2012, ông được Thủ tướng Chính phủ Việt Nam Nguyễn Tấn Dũng tặng bằng khen do "đã lập chiến công trong chiến đấu và phục vụ chiến đấu, góp phần vào sự nghiệp xây dựng chủ nghĩa xã hội và bảo vệ Tổ quốc."
Tháng 10 năm 2019, ông là Thiếu tướng Công an nhân dân Việt Nam, Cục trưởng Cục Kỹ thuật nghiệp vụ, Bộ Công an Việt Nam. Ông cùng với Trung tướng Phạm Văn Các đã có mặt tại hiện trường để chỉ đạo phá án sản xuất ma túy tổng hợp cực lớn xuyên quốc gia do người Trung Quốc và người Việt gốc Hoa cầm đầu.